# Butterschnitzel

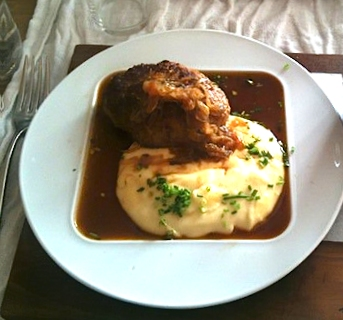
Butterschnitzel mit Sauce, geschmorten Zwiebeln und Kartoffelpüree

Butterschnitzel oder Kalbsbutterschnitzel sind eine spezielle Form der faschierten Laibchen aus Kalbfleisch, die nach dem Anbraten in einer Bratensauce geschmort werden. Sie sind als traditionelles Sonntagsessen Bestandteil der klassischen Wiener Küche. 
Zur Zubereitung wird zuerst Kalbfleisch mit in Obers eingeweichten, altbackenen Semmeln durch den Fleischwolf gedreht und die Masse mit Eiern zu einem Teig verarbeitet. Gewürzt wird mit Salz, schwarzem Pfeffer, Muskat sowie etwas Zitronensaft oder -schale. Anschließend werden aus dem Teig handtellergroße Laibchen geformt, in sehr wenig Semmelbröseln gewendet und in Butter auf beiden Seiten angebraten. Dann werden die Laibchen in eine Kasserolle gegeben, der Bratensatz mit Kalbsfond (auch andere Brühe) abgelöscht und dazugegeben. Schließlich werden Butterflocken auf die Laibchen gesetzt und alles im Backofen zu Ende geschmort. 
Typische Beilagen sind Petersilerdäpfel oder Erdäpfelpüree und grüner Salat. Häufig wird auch Jägersauce zu Butterschnitzeln serviert.